# Brigitte Sauzay
Brigitte Sauzay (* 25. November 1947 in Toulon; † 11. November 2003 in Paris) war eine französische Sprachmittlerin, Politikberaterin und Publizistin. 
Nach dem Studium an den Universitäten Nizza und Freiburg arbeitete sie ab 1970 als Übersetzerin. Bereits im selben Jahr dolmetschte sie erstmals auf einem Gipfeltreffen zwischen dem französischen Präsidenten Georges Pompidou und dem deutschen Bundeskanzler Willy Brandt. Sie trat 1979 in den Dienst des französischen Außenministeriums, wo sie den Sprachdienst aufbaute und leitete. Bis 1997 war sie Dolmetscherin für die französischen Präsidenten Valéry Giscard d’Estaing und François Mitterrand. 1993 gründete sie gemeinsam mit Rudolf von Thadden das „Berlin-Brandenburgische Institut für deutsch-französische Zusammenarbeit in Europa“ (BBI), die heutige Stiftung Genshagen. Nach der Bundestagswahl 1998 holte der damalige Bundeskanzler Gerhard Schröder sie als Beraterin für die deutsch-französischen Beziehungen nach Berlin. Diese Funktion übte sie bis zu ihrem Tod 2003 aus.
Nach Brigitte Sauzay wurde ein deutsch-französisches Schüleraustauschprogramm benannt.

## Werke
- Die rätselhaften Deutschen. Verlag Bonn aktuell, Bonn 1986, ISBN 3879592578.
- Gedenken im Zwiespalt – Konfliktlinien europäischen Erinnerns. Herausgegeben von Alexandre Escudier, Brigitte Sauzay und Rudolf von Thadden

Reihentitel: Genshagener Gespräche (Hg. vom Berlin-Brandenburgischen Institut für Deutsch-Französische Zusammenarbeit in Europa). ISBN 3-89244-425-0
- Vom Vergessen vom Gedenken – Erinnerungen und Erwartungen in Europa zum 8. Mai 1945. Brigitte Sauzay / Heinz Ludwig Arnold / Rudolf von Thadden [Hrsg.] (Göttinger Sudelblätter). Wallstein Verlag, Göttingen 1995.
- Europäische Integration – deutsche Desintegration? Brigitte Sauzay / Rudolf von Thadden [Hrsg.] (Genshagener Gespräche, Band I) Wallstein Verlag, Göttingen 1997
- Environnement et énergie: Mentalités et politiques comparées France-Allemagne. Rudolf von Thadden / Brigitte Sauzay [Hrsg.] Cahiers de prospective EDF, Paris 1997
- Mitterrand und die Deutschen. Brigitte Sauzay / Rudolf von Thadden [Hrsg.] (Genshagener Gespräche, Band II) Wallstein Verlag, Göttingen 1998
- Retour à Berlin. Ein deutsches Tagebuch. Siedler Verlag, Berlin 1999. ISBN 3886806685.